# Aquella casa en las afueras
Aquella casa en las afueras es una película española de género thriller, estrenada el 20 de octubre de 1980, dirigida por Eugenio Martín Márquez y protagonizada en los papeles principales por Javier Escrivá, Silvia Aguilar y Alida Valli.

## Sinopsis
Un matrimonio se traslada a una casa alejada de la ciudad, para que el embarazo de ella se haga más llevadero. Una vez instalados en su nueva vivienda, conocerán a una señora que lleva años viviendo allí y que se ofrece a ayudar a la joven futura mamá en las tareas del hogar. Pronto, la muchacha tendrá extrañas sensaciones, que le remiten a una anterior estancia en ese mismo lugar, y es que años atrás ahí mismo se practicaron abortos ilegales. Y esos presentimientos hacen que la joven no se termine de adaptar a su nueva vida en la casa.

## Reparto
- Javier Escrivá como Joaquín.
- Silvia Aguilar como Nieves Ruiz.
- Alida Valli como Isabel.
- Mara Goyanes como Charo.
- Carmen Maura como	Asistente social.
- Gabriel Llopart  como Médico.
- Laura Cepeda como Laura.
- María Teresa Tojar
- Fernando Chinarro
- Beatriz Savón
- Silvia Suárez
- Dolores Colomer